# Trentepohlia (Trentepohlia) jacobi
Trentepohlia (Trentepohlia) jacobi is een tweevleugelige uit de familie steltmuggen (Limoniidae). De soort komt voor in het Afrotropisch gebied.